# Nipponoserica koltzei
Nipponoserica koltzei är en skalbaggsart som beskrevs av Edmund Reitter 1897. Nipponoserica koltzei ingår i släktet Nipponoserica och familjen Melolonthidae. Inga underarter finns listade i Catalogue of Life.